# Скрипенка
Скрипенка (Скрипинка) — деревня в Сафоновском районе Смоленской области России. Входит в состав Вадинского сельского поселения. По состоянию на 2007 год постоянного населения не имеет..

## География
Расположена в северной части области в 21 км к северу от города Сафонова, в 22 км севернее автодороги М1 «Беларусь», на берегу реки Погореловка.

## История
Входил в состав Васильевского сельского поселения вплоть до его упразднения Законом Смоленской области от 20 декабря 2018 года, после чего включён в Вадинское сельское поселение.

## Население
| 2007 |
| ---- |
| 0    |

## Транспорт
В 2 км восточнее деревни железнодорожная станция Яковская на линии Дурово — Владимирский Тупик.